# Omlasteplads
En omlasteplads er en plads hvor man omlaster ting fra et køretøj til et andet.
Normalt bruges udtrykket i forbindelse med affald. Der er så tale om affaldsstationer hvor mindre vogne læsser af og affaldet læsses på større vogne, eventuelt efter en sortering, neddeling eller anden grovbehandling. I dette tilfælde er omlastepladsen typisk trinet efter genbrugspladsen hvor private læsser affald af, og en omlasteplads tager normalt penge for at modtage affald.